# Mirzad Mehanović
Mirzad Mehanović (Srebrenica, 5 gennaio 1993) è un calciatore bosniaco, centrocampista dell'Andijon.